# For Two Pins

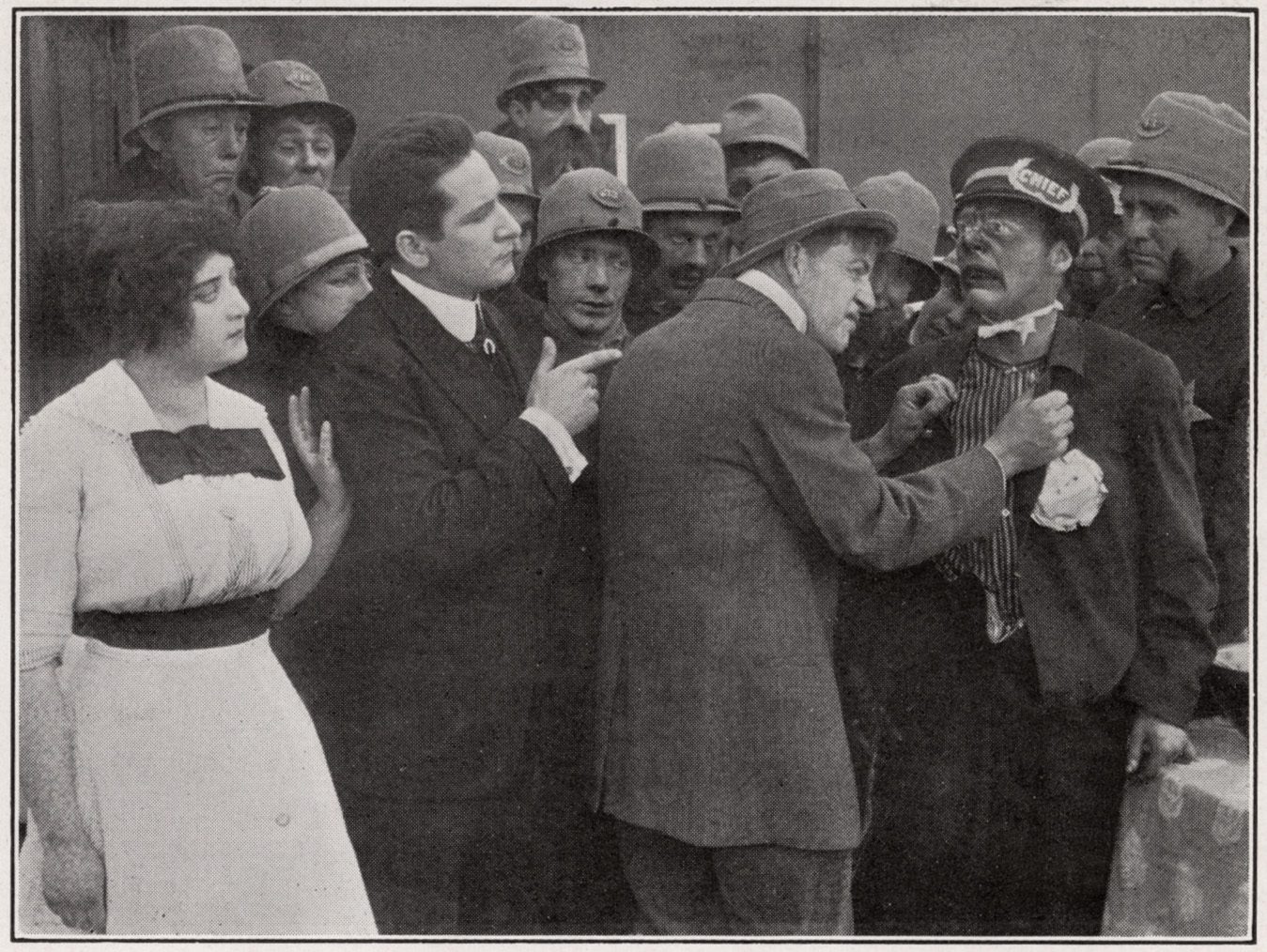
Image promotionnelle du film, 1914.

For Two Pins est un film muet américain réalisé par Arthur Hotaling et sorti en 1914.

## Fiche technique
- Titre : For Two Pins
- Réalisation : Arthur Hotaling
- Scénario : Arthur Hotaling
- Production : Siegmund Lubin pour Lubin Manufacturing Company
- Distribution : General Film Company
- Genre : Comédie
- Date de sortie : 
  - États-Unis : 26 mai 1914

## Distribution
- James Hodges : John Dunn
- Marguerite Ne Moyer : Martha Dunn
- James Hevener : The Drunk
- Raymond McKee : le chef de police
- Oliver Hardy : un policier